# Thomas Coke, I conte di Leicester (1697-1759)
Thomas Coke, I conte di Leicester (Holkham, 17 giugno 1697 – Holkham, 20 aprile 1759) è stato un nobile, politico e mecenate britannico.

## Biografia
Le sue fortune ricevettero il loro più grande impulso dall'eredità del bis-bisnonno Edward Coke (1552–1634), noto giudice e politico.
Durante la sua vita Edward collezionò residenze in maniera così ossessiva che quando Giacomo I lo rimproverò per questo fatto, lo pregò di lasciargliene comprare un'ultima, che era più grande di tutte le altre e che sarebbe in seguito diventata la splendida magione di Holkham Hall. Fu il quarto figlio di Edward e della sua prima moglie, Bridget, che acquistò per primo della terra a Holkham sposando Merial Wheatley. Seguendo l'esempio di suo padre, fece poi ulteriori acquisti finché nel 1659 arrivò a possedere tutta la Parrocchia di Holkham (Holkham Parish).
Alla fine la maggior parte del patrimonio di Edward e Holkham passò a un pronipote, Robert, il cui unico figlio Edward sposò Cary Newton, figlia di sir John Newton e grande collezionista di libri. A parte l'avere parecchi figli le loro vite furono prive di eventi significativi e brevi, morendo entrambi nel 1707, lui a 30 anni e lei a 27. Il loro primogenito di 10, Thomas, erede dell'intero patrimonio, fu mandato da sir John per essere allevato.
A 15 anni, con il permesso del nonno, Thomas cominciò un Grand Tour di Francia, Germania, Paesi Bassi, Fiandre, Malta, Sicilia e Italia, viaggiando in una carrozza a sei cavalli, con carri supplementari, un numero di domestici e un compagno, il giovane Richard Boyle, III conte di Burlington. Lungo la strada evidenziò una maturità, un giudizio e un gusto al di là dei suoi anni. La sua generosità lo fece diventare famoso in Italia come "Cavaliero Coke". Ma più che questo, il suo biografo dice: "... essi (i due ragazzi) entrarono presto in rapporti di grande intimità con tutti i più eminenti studiosi e artisti del tempo."
Seguendo l'interesse di sua madre, Thomas imparò il greco e il latino (lungo la strada) e mise i suoi contatti all'erta per la ricerca di manoscritti classici rari, specialmente opere di Tito Livio. Ne acquistò così tante che ingaggiò Antonio Maria Biscioni (allora Prefetto della Biblioteca Medicea Laurenziana) per prendersi temporaneamente cura della collezione. Nel 1717 acquistò da Giuseppe Ghezzi un codice di Leonardo da Vinci, successivamente noto come Codice Leicester. Dai manoscritti si ampliò alle statue e ai dipinti, comprando sempre il meglio, sempre con gusto impeccabile. Già nella sua mente stava pianificando un grande progetto: la costruzione di un magnifico palazzo a Holkham fornito di una biblioteca e degli oggetti d'arte nella sua ormai estesa collezione, senza badare a spese.
In Etruria, Thomas fece amicizia con il granduca Cosimo III de' Medici. Attraverso di lui scoprì l'esistenza del manoscritto di Thomas Dempster della sua opera più importante, il De Etruria Regali, che acquistò dal suo proprietario di allora, Antonio Maria Salvini. Thomas pubblicò il manoscritto apparentemente a proprie notevoli spese; tuttavia, la pubblicazione non corrispondeva esattamente all'originale. Filippo Buonarroti di Firenze emendò il testo e aggiunse un apparato critico. Il duca fece valorizzare ai suoi incisori le illustrazioni di Dempster con altre nuove ispirate a manufatti in varie collezioni. In tutto l'opera giunse a contenere circa 100 incisioni su rame. Uscì in due volumi, in folio, a Firenze, nel 1723-1724, sotto il titolo completo:
Thomae Dempsteri a Muresk Scoti Pandectarum in Pisano Lyceo Professoris Ordinarii de Etruria Regali libri septem, opus posthumum, in duas partes divisum, nunc primum editi curante Tho. Coke ("Sette libri di Enciclopedia sull'Etruria Reale di Thomas Dempster scozzese di Murek professore ordinario nel Liceo di Pisa, opera postuma, divisa in due parti, pubblicati ora per la prima volta a cura di Thomas Coke").
Una dedica latina a Cosimo III datata 1725, Londra, fu aggiunta nel 1726 da Coke. Un supplemento in folio fu pubblicato da Giovan Battista Passeri, 1767. La pubblicazione del libro accese la prima ondata pubblica di interesse per gli Etruschi in tutta l'Italia accademica; fu, in altre parole, lo sparo d'apertura nel campo dell'etruscologia.
Alla fine del suo tour nel 1718 Thomas sposò improvvisamente Lady Margaret Tufton, baronessa Clifford, e rivolse la sua attenzione al progetto di Holkham Hall, uno dei monumenti più conosciuti di Gran Bretagna, reclamando altri 400 acri (1,6 km²) dal Mare del Nord per il suo parco e i suoi giardini. Alla fine riuscì a raggiungere l'ideale di una casa adeguata per ospitare le sue collezioni. Il palazzo fu costruito dal 1734 al 1764.
Fu membro del parlamento inglese dal 1722 al 1728 per Norfolk. Nel 1728 divenne barone Lovel. Nel 1744 ottenne il titolo di conte di Leicester, ricreando tale titolo del passato.
Tutti i suoi figli tranne uno morirono nell'infanzia, e quest'ultimo, Edward, divenne un dissoluto, precedendolo nella tomba, senza eredi.
Thomas Coke morì nel 1759 all'età di 62 anni, forse in un duello.